# Шуплеці
Шуплеці́ (рос. Шуплецы) — присілок у складі Нагорського району Кіровської області, Росія. Входить до складу Чеглаківського сільського поселення.
Населення становить 25 осіб (2010, 22 у 2002).
Національний склад станом на 2002 рік — росіяни 100 %.